# گروه پروپینیل

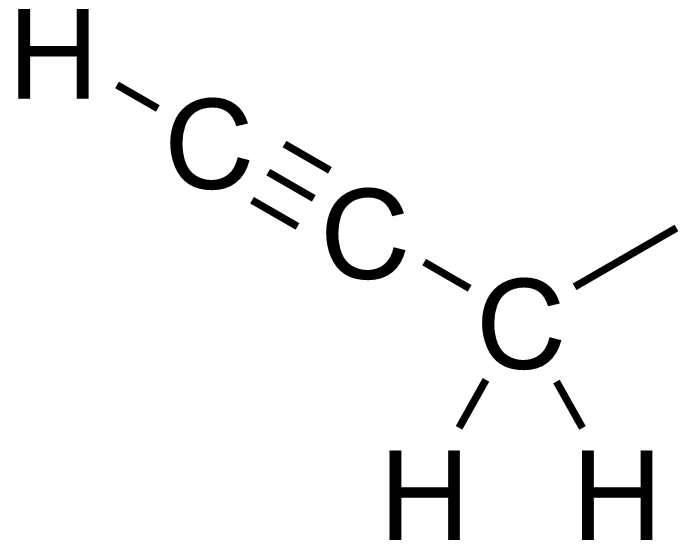
ساختار شیمیایی گروه ۲-پروپینیل (پروپارژیل)

در شیمی آلی، گروه پروپینیل گروه پروپیلی است که دارای پیوند سه‌گانه است. به دو صورت وجود دارند:
- گروه ۱-پروپینیل دارای ساختار CH3-C≡C–R است.
- گروه ۲ پروپینیل که با عنوان گروه پروپارژیل نیز شناخته می‌شود و دارای ساختار HC≡C−CH2–R است.